# Anommatus reitteri
Anommatus reitteri is een keversoort uit de familie knotshoutkevers (Bothrideridae). De wetenschappelijke naam van de soort werd in 1899 gepubliceerd door Ludwig Ganglbauer.